# Tatsuno (Nagano)
Pour les articles homonymes, voir Tatsuno (homonymie).
Tatsuno (辰野町, Tatsuno-machi) est un bourg du district de Kamiina, dans la préfecture de Nagano, au Japon.

## Géographie

### Situation
Tatsuno est situé dans le centre de la préfecture de Nagano.

### Démographie
Au 1er février 2015, la population de Tatsuno s'élevait à 19 668 habitants répartis sur une superficie de 169,20 km2.

## Transports
Tatsuno est desservi par la ligne Chūō de la JR East et la ligne Iida de la JR Central. La gare de Tatsuno est la principale gare du bourg.

## Jumelage
- District de Waitomo (Nouvelle-Zélande)